# Барлоу (Орегон)
Барлоу (англ. Barlow) — місто (англ. city) в США, в окрузі Клакамас штату Орегон. Населення — 133 особи (2020).

## Географія
Барлоу розташований за координатами 45°15′9″ пн. ш. 122°43′21″ зх. д. / 45.25250° пн. ш. 122.72250° зх. д. (45.252372, -122.722376).  За даними Бюро перепису населення США в 2010 році місто мало площу 0,14 км², уся площа — суходіл.

## Демографія
Згідно з переписом 2010 року, у місті мешкало 135 осіб у 44 домогосподарствах у складі 35 родин. Густота населення становила 999 осіб/км².  Було 45 помешкань (333/км²).
Расовий склад населення:
| - 80,7 % — білих - 0,7 % — корінних американців - 0,7 % — чорних або афроамериканців - 14,1 % — осіб інших рас |

До двох чи більше рас належало 3,7 %. Частка іспаномовних становила 14,8 % від усіх жителів.
За віковим діапазоном населення розподілялося таким чином: 29,6 % — особи молодші 18 років, 57,8 % — особи у віці 18—64 років, 12,6 % — особи у віці 65 років та старші. Медіана віку мешканця становила 38,4 року. На 100 осіб жіночої статі у місті припадало 95,7 чоловіків;  на 100 жінок у віці від 18 років та старших — 90,0 чоловіків також старших 18 років.
Середній дохід на одне домашнє господарство  становив 49 744 долари США (медіана — 39 375), а середній дохід на одну сім'ю — 59 486 доларів (медіана — 48 500). За межею бідності перебувало 21,1 % осіб, у тому числі 35,9 % дітей у віці до 18 років та 0,0 % осіб у віці 65 років та старших.
Цивільне працевлаштоване населення становило 67 осіб. Основні галузі зайнятості: будівництво — 29,9 %, виробництво — 16,4 %, оптова торгівля — 13,4 %, науковці, спеціалісти, менеджери — 11,9 %.